# Vol RusAir 9605
Le vol RusAir 9605 (commercialisé sous le nom de vol RusLine 243, dans le cadre d'un accord de partage de code avec RusLine) est un vol de passagers qui s'est écrasé près de la ville de Petrozavodsk, en République de Carélie, en Russie, le 20 juin 2011, alors qu'il tentait d'atterrir dans un épais brouillard, tuant 47 des 52 passagers et membres d'équipage à bord. 
L'avion impliqué, un Tupolev Tu-134, effectuait un vol intérieur régulier opéré par la compagnie aérienne RusAir (en) et effectuait la liaison entre l'aéroport international Domodedovo de Moscou et l'aéroport de Petrozavodsk.

## Avion

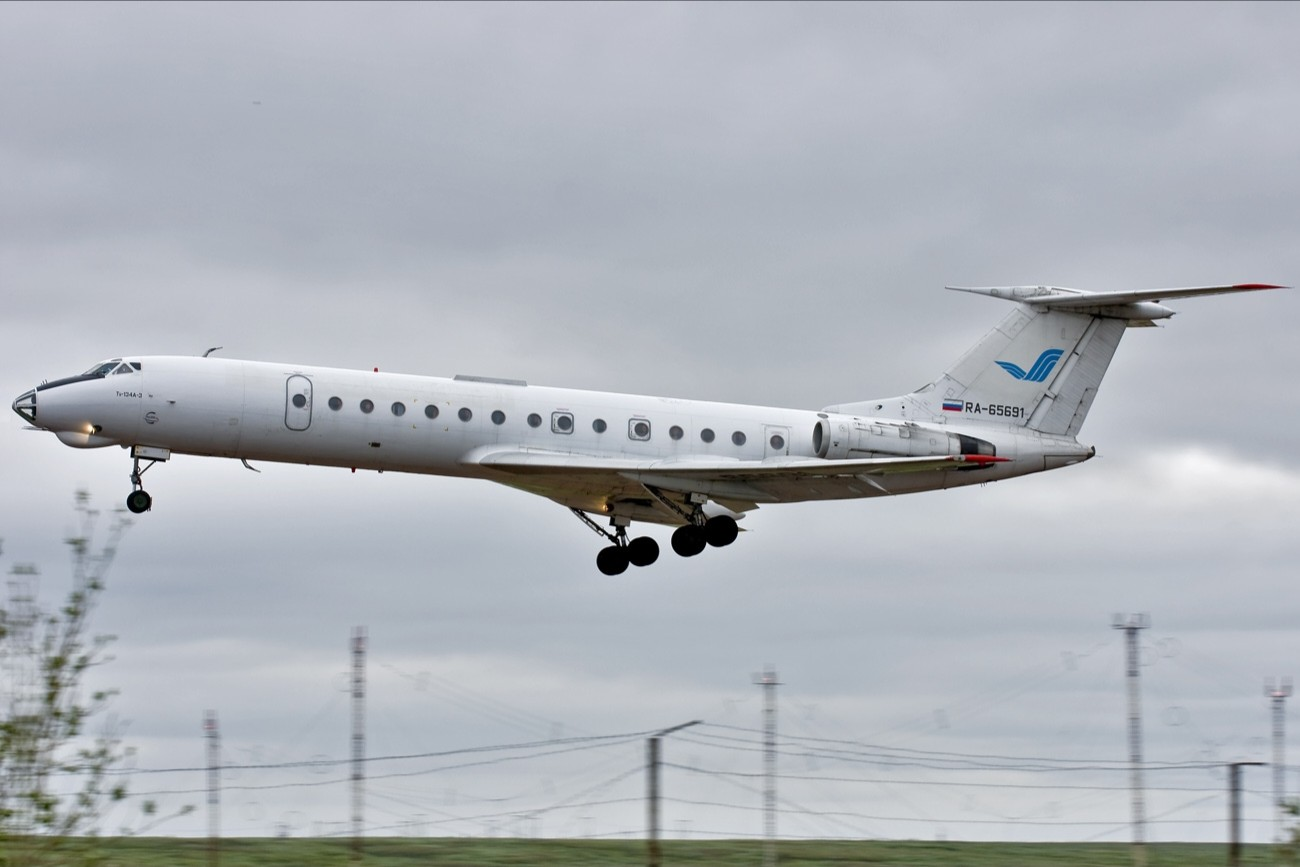
RA-65691, le Tupolev Tu-134 impliqué, photographié à l' le jour de l'accident.

L'appareil impliqué était un Tupolev Tu-134A-3 immatriculé RA-65691 (numéro de série 63195). Il a été fabriqué et a volé pour la première fois en 1980. Au moment de l'accident, cet avion de ligne court/moyen-courrier, équipé de deux moteurs Soloviev D-30-III, totalisait 35 591 heures de vol et 20 977 cycles (décollage/atterrissage).

## Accident
Le vol 9605 de RusAir (en), effectuait pour le compte de RusLine, reliait l'aéroport international Domodedovo, à Moscou, et l'aéroport de Petrozavodsk. Lors de l'approche finale, l'avion s'est écrasé sur l'autoroute A-133, située à environ 1 200 m de la piste. L'accident s'est produit peu après 23 h 40 heure locale (19 h 40 UTC), lorsque le contact radio avec l'avion a été perdu. À ce moment-là, un épais brouillard était présent dans la région autour de l'aéroport. 
Le Tu-134 a d'abord percuté la cime de plusieurs arbres, ce qui a arraché l'extrémité de l'aile droite. L'avion, alors renversé sur le dos, a continué à voler sur plus de 500 m avant de s'écraser à l'intersection de l'autoroute A-133 et de la route périphérique de l'aéroport, où il s'est disloqué en plusieurs morceaux et a pris feu immédiatement après l'impact au sol. Des morceaux de l'avion se sont éparpillés dans la rue, derrière une rangée de datchas, avant de s'immobiliser à environ 830 m du seuil de la piste d'atterrissage.

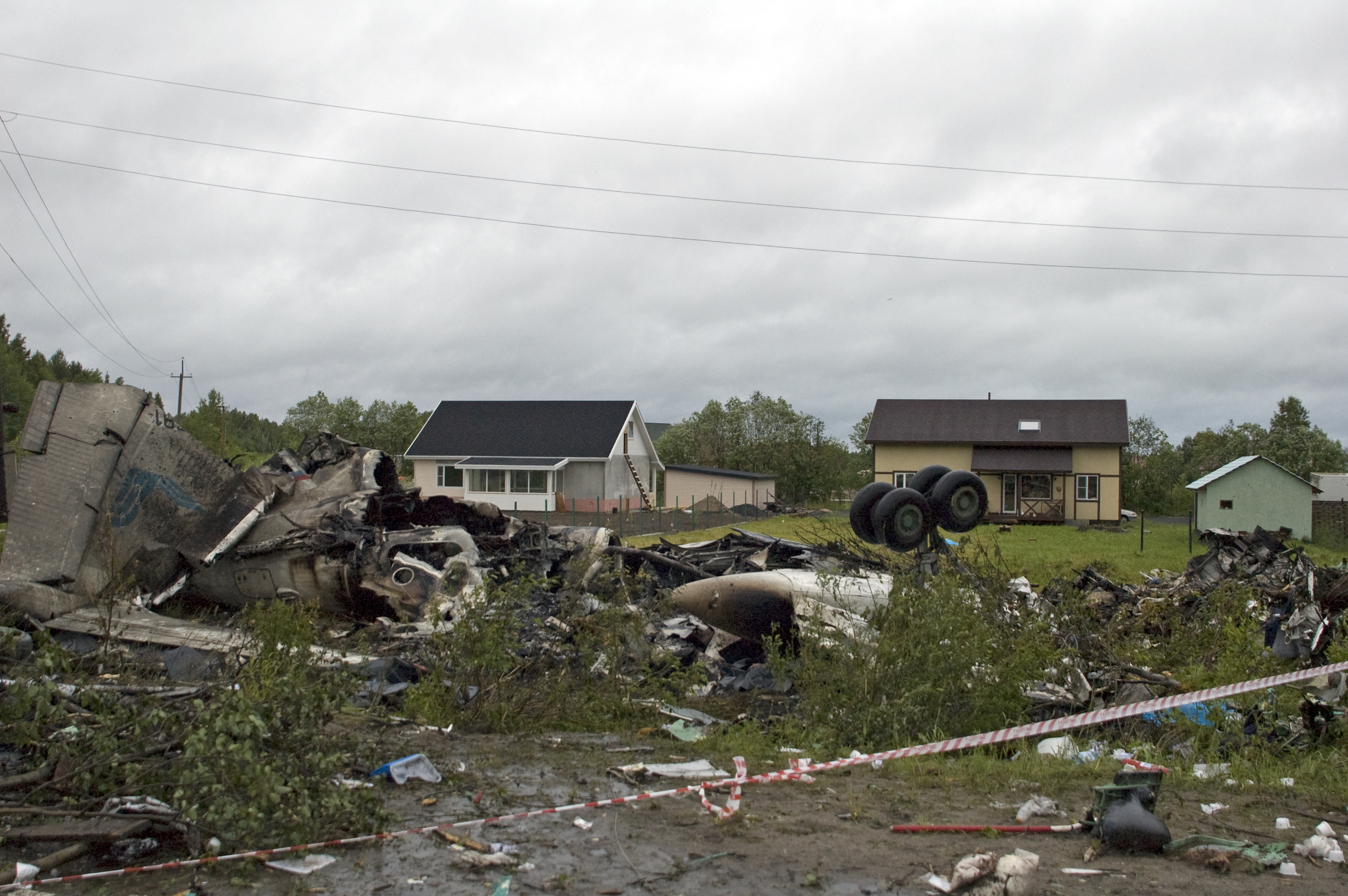
Les débris du vol 9605, qui repose dans un champ à Petrozavodsk, peu après l'accident.

Selon les responsables de l'aéroport, l'avion a dévié d'environ 200 m par rapport à la trajectoire d'approche normale, et il a également commencé sa descente beaucoup plus tôt que prévu. 
Le contrôle au sol de l'aéroport a déclaré avoir recommandé aux pilotes d'effectuer une deuxième approche, en raison de la faible visibilité et des mauvaises conditions météorologiques. Les pilotes, selon le responsable, ont cependant répondu qu'ils tenteraient la première approche et ont déclaré qu'ils pouvaient atterrir, malgré les conditions météo à l'aéroport.

## Passagers et équipage
Il y avait 43 passagers et neuf membres d'équipage à bord, dont 47 ont été tués et les 5 autres blessés. Parmi les survivants, l'un était une hôtesse de l'air ; les autres membres de l'équipage figuraient parmi les victimes. Trois personnes qui ont survécu au crash initial sont décédées plus tard, des suites de leurs blessures.
Parmi les victimes se trouvaient l'arbitre de football de la FIFA, Vladimir Pettay (en), ainsi que le PDG et concepteur en chef d'OKB Gidropress, Sergei Ryzhov ; on y compte également le PDG adjoint et concepteur en chef, Gennady Banyuk, ainsi que Nikolai Trunov, le concepteur en chef du VVER-1000 russe utilisé pour la centrale nucléaire de Kudankulam, en Inde, et la centrale nucléaire de Bushehr, en Iran.

## Conséquences

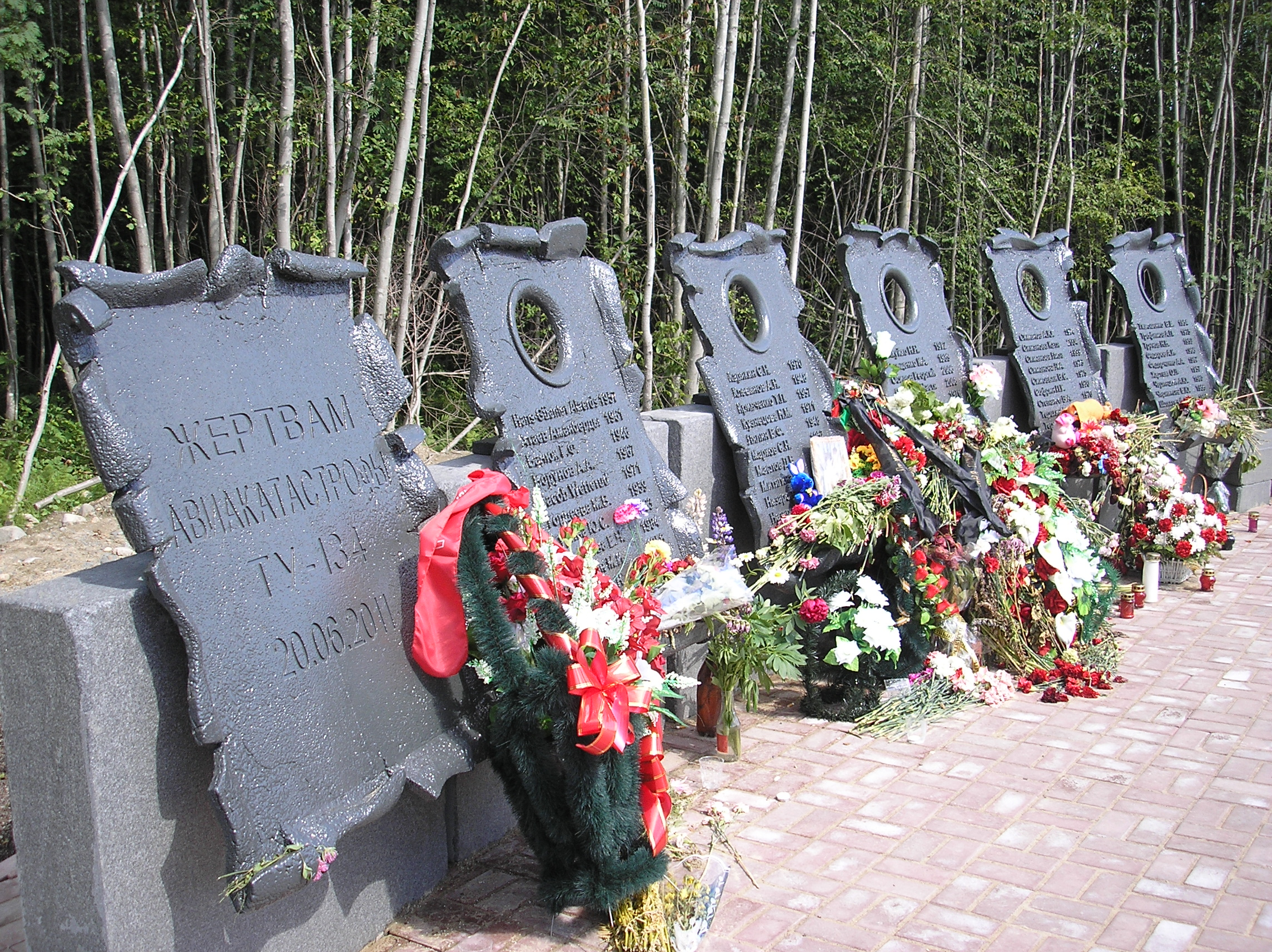
Mémorial en hommage aux victimes du vol 9605, érigé à proximité du lieu du crash.

Le 21 juin, vers 1 h 00, l'incendie sur le lieu du crash a été éteint. Les blessés ont d'abord été transportés vers les hôpitaux locaux, mais il était prévu de les transporter à Moscou à bord d'un Iliouchine Il-76 avec à son bord des médecins et des psychologues.
Le 23 juin, lors d'une conférence de hauts responsables du gouvernement russe, il a été annoncé qu'à la suite de l'incident, le gouvernement prévoyait de retirer tous les Tu-134 du service commercial, ainsi que d'interdire l'exploitation d'avions transportant plus de neuf personnes ou pesant plus de 5 700 kilogrammes (12 600 livres) dépourvus d'un avertisseur de proximité du sol (GPWS).

## Enquête
En septembre 2011, l'Interstate Aviation Committee (IAC) a publié son rapport final sur l'accident. La cause principale du crash du vol 9605 s'est avérée être la décision de l'équipage d'effectuer l'approche dans des conditions météorologiques inférieures au minimum requis pour cet aéroport. L'échec de l'équipage à remettre les gaz et sa descente sous l'altitude minimale de sécurité, en l'absence de contact visuel avec les feux d'approche ou le sol, ont entraîné la collision avec des arbres et l'impact final avec le sol.
Les facteurs contributifs comprennent notamment une mauvaise gestion des ressources de l'équipage lors de l'approche, se traduisant par la soumission du commandant de bord à la volonté du navigateur, et le retrait effectif du copilote de la boucle de contrôle de l'avion lors de l'étape finale de l'approche, le fait que les performances du navigateur était diminuées à la suite d'une légère intoxication alcoolique (0,08 %), un écart entre les prévisions météorologiques concernant la visibilité, la base des nuages et le brouillard à Petrozavodsk et les conditions météorologiques réelles au moment de l'accident, et le fait de ne pas avoir utiliser le radiocompas (ADF) et d'autres équipements permettant un contrôle intégré de l'avion lors de l'approche finale, tout en utilisant la navigation par satellite pour déterminer la position de l'avion, ce qui était en violation du supplément au manuel de vol du Tu-134, qui interdit l'utilisation des informations GPS pendant l'approche finale.